# Prolaz Svetog Vincenta
Prolaz Svetog Vincenta je tjesnac u Karibima koji razdvaja otok-državu Svetu Luciju i otok Svetog Vincenta. To je put između Karipskog mora i Atlantskog oceana.